# 대런 헤이스
대런 헤이스(Darren Hayes, 1972년 5월 8일 ~ )는 오스트레일리아의 싱어송라이터이다. 대니얼 존스와 함께 팝 듀오 새비지 가든을 결성하여, 1997년에 음반 Savage Garden을 발표했다. 1999년 두 번째 음반 Affirmation을 발표하고 싱글 "I Knew I Loved You"는 4주 연속 1위, 미국 연간 3위의 대히트를 달성했다. 새비지 가든은 2001년 해체하기까지 전 세계적으로 총 2300만장의 판매를 올렸다.

## 음반 목록

### 정규
- 《Spin》 (2002)
- 《The Tension and the Spark》 (2004)
- 《This Delicate Thing We've Made》 (2007)
- 《We Are Smug》(with Robert Conley) (2009)
- 《Secret Codes and Battleships》 (2011)